# Ali Nawaz Chowhan
Ali Nawaz Chowhan is een Pakistaans rechter. In eigen land klom hij op van districtsrechter in 1977 tot rechter van het gerechtshof van Lahore van 1999 tot en met 2005. Vanaf 2006 was hij drie jaar rechter voor het Joegoslavië-tribunaal en sinds 2010 is hij rechter voor de UNESCO.

## Levensloop
Chowhan studeerde aan de Universiteit van Punjab en verwierf daar zowel een Bachelor of Arts als een Bachelor of Laws. Verder behaalde hij diploma's in de shariawetgeving en recht aan drie verschillende universiteiten: in Pakistan de Internationale Islamitische Universiteit in Islamabad en in Saoedi-Arabië de Internationale Islamitische Universiteit in Medina en de Umm al-Qura-universiteit in Mekka. Daarnaast volgde hij nog meerdere andere verdiepingsstudies in Pakistan en de Verenigde Staten, zoals op het gebied van ambtenarenrecht en drugsbestrijding.
Van 1977 tot 1999 was hij rechter in verschillende districten in Pakistan. Vervolgens was hij van 1999 tot 2005 rechter van het gerechtshof (High Court) van Lahore. Voor de periode van 2006 tot 2009 werd hij rechter ad litem van het Joegoslavië-tribunaal in Den Haag. Sinds 2010 is hij rechter voor zaken die dienen voor het UNESCO Appeal Board in Parijs.